# Поспишиль, Алексей Осипович
Алексе́й О́сипович По́спишиль (1851—1929) — преподаватель Киевской 1-й гимназии и приват-доцент Киевского университета, автор популярных учебников и хрестоматий латинского языка.

## Биография
Родился в Богемии, в селе Боище близ города Кутна-Гора. Начальное образование получил в городском четырёхклассном училище. В 1863 году поступил в Кралове-Градецкую гимназию. Со второго класса стал изучать славянские языки, особенно русский. Всеславянский съезд, состоявшийся в 1867 году при участии чешских политических деятелей Фр. Палацкого и Фр. Ригера, вызвал среди чешской учащейся молодёжи патриотический подъём, который разрешился усиленным изучением русского языка и бегством нескольких учеников 7-го класса гимназии в Россию, где они были приняты, без аттестата зрелости, в Московский университет. Мечтая о подобном бегстве, гимназист Поспишиль завёл переписку со своими московскими друзьями и с председателем Славянского общества А. Ф. Гильфердингом, однако не успел привести в исполнение свой план: вся корреспонденция была конфискована, русские книги отобраны и приняты меры к прекращению всяких сношений с Россией. В 1871 году окончил курс гимназии первым учеником.
По окончании гимназии поступил на философский факультет Пражского университета, откуда вновь завязал переписку с русскими друзьями в Москве и Санкт-Петербурге. Через год, по рекомендации А. И. Георгиевского, принял место гувернёра в доме Сазонова в Москве, предполагая продолжать свои научные занятия в Московском университете. Однако вследствие болезни Сазонова, заставившей всю семью уехать на продолжительное время за границу, Поспишиль отправился в Петербург, где, по ходатайству А. И. Георгиевского, был принят по экзамену в число славянских стипендиатов. Помимо специальных занятий по римской и греческой словесности, слушал лекции в Историко-филологическом институте по предметам классической филологии и в университете по русской словесности и истории. 16 января 1874 года выдержал экзамен при историко-филологическом факультете Петербургского университета на звание учителя древних языков в гимназиях. На следующий день принял крещение в Введенской церкви.
28 января 1874 года был определён учителем греческого языка в 1-й Киевской гимназии, в которой прослужил до 1914 года. В 1882 году принял русское подданство. В 1909 году, по выслуге 35-летнего срока по учебной части, был оставлен на службе ещё на пять лет. До 1909 года преподавал оба древних языка, а по окончательном упразднении греческого языка — один латинский. Во время службы в гимназии около восьми лет исполнял также обязанности воспитателя пансиона (1879—1887).
Кроме того, в разное время преподавал и в других учебных заведениях: немецкий язык в музыкальном училище Киевского отделения Русского музыкального общества (1878—1882), латинский язык в частной женской гимназии А. А. Бейтель (1898—1901), в частной гимназии В. И. Петра (1906—1908), на вечерних женских курсах профессора В. З. Завитневича (1907—1909) и на курсах латинского языка А. Я. Балицкой (1907—1909). В 1888—1892 годах состоял членом испытательного комитета по древним языкам при управлении Киевского учебного округа. Неоднократно удостаивался благодарностей от попечителя учебного округа. 15 января 1887 года был утверждён штатным приват-доцентом Киевского университета по историко-филологическому факультету, для практических занятий со студентами по древним языкам. С 13 сентября 1908 года состоял председателем педагогического совета частной женской гимназии А. В. Жекулиной, где в старших классах также преподавал латинский язык.
Принимал деятельное участие в делах киевского отделения Общества классической филологии и педагогики, членом которого состоял беспрерывно со дня его открытия 2 апреля 1875 года. В заседаниях общества сообщил много рефератов и докладов по разным вопросам классической филологии, некоторые из которых впоследствии вышли отдельными статьями. В 1878 году входил в редакционную комиссию по изданию сочинения чешского учёного Франтишека Велишского «Быт греков и римлян». В 1881 году участвовал в составлении, редакции, корректуре и издании «Греческо-русского словаря». Редакция второго издания словаря (1890 г.), исправленного и значительно дополненного, была поручена уже всецело Алексею Осиповичу. За энергичное участие в делах общества и за свои научно-литературные труды, был избран его почётным членом. Его книги «Платон: Критон» и «Платон: Апология Сократа» вошли в «Иллюстрированное собрание греческих и римских классиков с объяснительными примечаниями» под редакцией Л. А. Георгиевского и С. А. Манштейна. Латинские грамматики и хрестоматии Поспишиля, вышедшие в 1908—1910 годах, учёным комитетом Министерства народного просвещения были удостоены малой премии императора Петра Великого. Опубликовал ряд статей в «Журнале Министерства народного просвещения».
Помимо того, поместил ряд статей по истории чешских колоний в России, а также большую статью под заглавием «К истории чешско-русских сношений. I. Пребывание чешского поэта Зейера в России» в еженедельной газете «Русский чех», издававшейся в Киеве в 1906—1908 годах. Наконец, Поспишилю принадлежит русский перевод нескольких больших «школ» для смычковых инструментов, изданных на шести европейских языках Босвортом в Лейпциге.
С 1908 года состоял действительным членом Киевского клуба русских националистов. В 1912 году входил в участковую избирательную комиссию по выборам в IV Государственную думу и подал особое мнение, протестуя против действий левого большинства.
24 февраля 1914 года был назначен директором Дубенской мужской гимназии, а 1 января 1915 года награждён чином действительного статского советника. Продолжал службу в гимназии и после 1921 года, когда Ровенский уезд отошёл Польше. Вышел в отставку в 1923 году.
Скончался в 1929 году в своём ровенском имении.

## Семья
Был женат на Елизавете Ивановне Петр (р. 1853), владевшей 50 десятинами земли в Волынской губернии. Их дети:
- Николай (р. 1877) окончил Киевскую 1-ю гимназию (1896) и юридический факультет университета св. Владимира (1901). На службе в Министерстве путей сообщения, затем в Министерстве финансов, член правления Союза русского сокольства.
- Иван (р. 1882), окончил Киевскую 1-ю гимназию (1900) и Киевский политехнический институт.
- Владимир (р. 1884), окончил Киевскую 1-ю гимназию (1902) и медицинский факультет университета св. Владимира (1910). С 1911 года — младший врач 18-го пехотного Вологодского полка.
- Андрей (р. 1886) выпускник Киевской 1-й гимназии, студент историко-филологического факультета университета св. Владимира.
- Ольга (1879—1960)

## Награды
- Орден Святого Станислава 3-й ст. (1882);
- Орден Святой Анны 3-й ст. (1894);
- Орден Святого Станислава 2-й ст. (1898);
- Орден Святой Анны 2-й ст. (1903);
- Орден Святого Владимира 4-й ст. (1906).
- медаль «В память царствования императора Александра III»
- нагрудный знак по случаю 100-летнего юбилея Киевской I гимназии (1911)

## Труды
- Избранные сочинения Платона с примечаниями. Выпуски 1-2. — Киев, 1884—1880.
- Славянская библиография // Славянский ежегодник, издаваемый киевским славянским обществом. Выпуск VI, 1884.
- Учебник латинского языка для трех низших классов гимназий и прогимназий. Ч. I. — Издание 3-е, Киев, 1891.
- Учебник латинского языка для трех низших классов гимназий и прогимназий. Ч. II. — Издание 4-е, Киев, 1898.
- Греческо-русский словарь, изданный Киев. отдел. Общества классической филологии и педагогики. — Издание 2-е. Киев, 1890.
- Платон: Критон. С введением, примечаниями и 3 рисунками. — Издание 2-е. СПб, 1896.
- Платон: Апология Сократа. С введением, примечаниями и 5 рисунками. — Издание 4-е. СПб, 1897.
- Греческо-русский словарь, изданный Киев. отдел. Общества классической филологии и педагогики. — Издание 3-е. Киев, 1901.
- Греческие слова в русском языке. — Киев, 1901.
- Критические замечания к тексту Платоновой Апологии Сократа. — Киев, 1901.
- Учебник латинского языка для младших классов гимназий и прогимназий. — Издание 7-е. Киев, 1905.
- Латинская грамматика в объеме гимназического курса. — Издание 3-е, Киев, 1908. — Киев, 1916.
- Латинская хрестоматия с упражнениями. — Киев, 1908—1915.
- Краткая латинская грамматика для младших классов гимназий и прогимназий. — Киев, 1910.